# 左懋第
左懋第（1601年—1645年），字仲及，號蘿石，乾隆时追谥忠贞，山東萊陽縣（今萊陽市）人。官至兵部右侍郎。弘光朝任使者，赴北京与清朝谈和，被扣押，不肯投降，被斬首。《甲申傳信錄》卷十以「使臣碧血」結尾，卷末載左懋第絕筆詩。後人稱“明末文天祥”。

## 生平
崇禎三年（1630年），左懋第中山東鄉試第二名舉人，次年聯捷辛未科進士 。任陝西韓城知縣，崇祯十二年（1639年）升戶科給事中，上書提出時局有四弊：民穷、兵弱、臣工推诿、国计虚耗。十四年，督催漕运，道中驰疏言：“臣自静海抵临清，见人民饥死者三，疫死者三，为盗者四。米石银二十四两，人死取以食。惟圣明垂念。”崇祯十六年（1643年）秋，出巡长江防务。崇祯十七年（1644年）三月，李自成破北京，其母陈氏绝食而死。
不久，清兵入關，堂弟左懋泰投降。弘光帝在南京即位，左懋第任兵部右侍郎兼右僉都御史，又以陈洪范、马绍愉为副使，前往北京，通好議和。十月初，揩二副使及随从百余人至北京张家湾，住进鸿胪寺。懋第在鸿胪寺陈设太牢，率随员北面哭祭三日。十月二十七日多爾袞釋放左懋第南歸。左等走出永定门，馮詮（另有一说陈洪范）勸多爾袞不要「放虎歸山」，十一月十四日多爾袞遣百骑在沧州追回，被扣留在北京太醫院，墙上遍布荆棘，自言：“生为明臣，死为明鬼，我志也。”
弘光元年（清顺治二年，1645年）闰六月十五日，清廷颁布剃发令，隨員艾大選遵旨薙髮，懋第將其亂棍打死，清廷前來責問，懋第曰：“吾自行我法，殺我人，與若何預？”清廷设“太平宴”宴请，懋第拒食。又遣洪承疇前來說降，左懋第說：“此鬼也。洪督師在松山死節，先帝賜祭九壇，今日安得更生？”洪承疇慚愧而退。李建泰又来劝降，左懋第怒斥说：“老奴尚在？先帝宠饯，勒兵剿贼，既不殉国，又失身焉，何面目见我？”左懋第又責問勸降的堂兄弟左懋泰：“此非吾弟也。”隨之將其叱離。多爾袞大怒，親自提審懋第，懋第直立不跪。當問道：“你為何不肯剃頭？”左懋第回答：“頭可斷，髮不可斷！”金之俊劝他：“先生何不知兴废！”左懋第针锋相对答道：“汝何不知羞耻！”多爾袞知其不降，閏六月十九日，命左右推出宣武门外菜市口處死。
临刑时，左懋第南向再拜说：“臣等事大明之心尽矣。”，有绝命诗：“漠漠黄沙少雁过，片云南下竟如何？丹忱碧血消难尽，蕩作寒烟总不磨。”隨員陳用極、王一斌、張良佐、王廷佐、劉統等人皆不屈而死。

## 身後
左懋第幕客咸默將左懋第歸葬萊陽，將陳用極歸葬崑山，王一斌等人則淺葬於金陵郊外。咸默本為秀才，後改為堪輿師浪跡天涯，曾作《哭萊陽詩》以弔左懋第，其詩意淒涼，人不忍讀，咸默事蹟記於《清史稿·列傳·孝義三》。

## 家族
曾祖左文昇生左奎、左英、左彦。祖父左奎生之龙、之藩、之祯。左之龙（1550-1623），字用化，号云楼，万历七年己卯（1579）举人，历任河北房山、良乡知县，陕西西华知县，延安府同知，滦州知州，署北平太守，南京刑部广东司员外郎、河南司郎中。诰授奉政大夫、敕封光禄大夫。继配陈氏，宁海指挥佥事陈治安长女，敕封夫人，生左懋第。